# MIM-3 Nike Ajax
Nike Ajax — перша у світі керована ракета «земля-повітря» в армії Сполучених Штатів, надійшла на озброєння в 1954 році. Nike Ajax розроблена для нападу на звичайні бомбардувальники, що літають на високих дозвукових швидкостях і на висоті понад 15 км. Nike спочатку була розгорнута у США для забезпечення захисту від атак радянських бомбардувальників, а пізніше за кордоном для захисту баз США, а також була продана різним силам союзників. Деякі екземпляри використовувалися до 1970-х років.
Спочатку відома просто як Nike, вона отримала назву Ajax як частину перейменування в 1956 році, яке стало результатом представлення Hercules. Спочатку їй було присвоєно ідентифікатор SAM-A-7 (земля-повітря, армія, конструкція 7) як частину ранньої ідентифікаційної системи з трьома елементами, але пізніше була змінена на MIM-3 (мобільна ракета-перехоплювач, конструкція 3) 1962 р.
Технологічний розвиток 1950-х років швидко зробив MIM-3 застарілим. Вона не могла захищати від більш потужних бомбардувальників або кількох цілей, і мала відносно малий радіус дії. Навіть під час розгортання Nike ці занепокоєння призвели до укладення контрактів на значно покращені MIM-14 Nike Hercules, які почали виготовляти в 1959 році. У міру розвитку «Геркулеса» загроза перемістилася від бомбардувальників до міжконтинентальних балістичних ракет і проект протибалістичної ракети LIM-49 Nike Zeus почали боротися з ними. Усі проекти Nike очолювали Лабораторії Белла завдяки їхнім раннім роботам із системами радіолокаційного наведення під час Другої світової війни.
У рамках програми розробки Nike Ajax розроблено новий твердопаливний ракетний двигун, який використовується для прискорювача ракети. Спочатку він був розроблений для ракет ВМС США та був збільшений для зусиль Nike. Ракета була настільки корисною, що знайшла численні застосування за межами військового світу, оскільки ракети Ajax були виведені з експлуатації в 1960-х роках. Багато метеорологічних ракет використовували прискорювач як перший або другий ступінь, і багато з них використовували назву Nike.
Лабораторію балістичних досліджень попросили розрахувати правильну форму боєголовки, щоб максимізувати ймовірність попадання. Коли це було визначено, Арсенал Пікатінні виготовив боєголовку, а Frankford Arsenal надав запал. Douglas Aircraft надав планер ракети та провів аеродинамічні дослідження, тоді як Aerojet поставив ракетний прискорювач на твердому паливі для початкового запуску, а Bell Aircraft надав ракету на рідкому паливі для маршового верхнього ступеня.

## Тестування

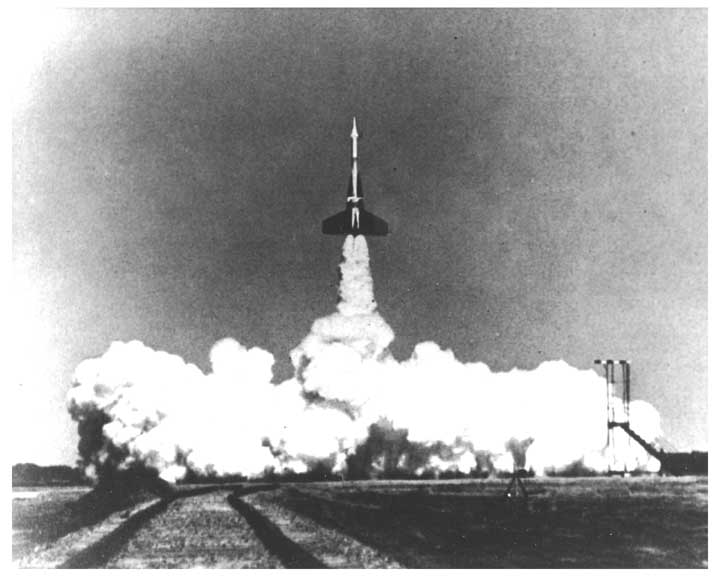
Рання модель Nike мала кластерний прискорювач з восьми частин, що вимагало великих плавників для стабільності.

17 вересня 1946 року на полігоні «Вайт Сендс» було проведено першу пробну стрільбу статичним снарядом, а потім повернуто до Дугласа в Каліфорнії для вивчення. Наступного тижня був запущений некерований зразок, і подібні випробування проводилися до 28 січня 1947 року, завершивши першу серію випробувань. Під час одного випробування ракета досягла висоти 42 км. Друга серія випробувань відбулася у вересні та жовтні 1947 року, включно з деякими вдосконаленнями конструкції, щоб вирішити проблеми з прискорювачем. Наступна серія в 1948 році, спочатку запланована на 1946 рік, продовжувала демонструвати проблеми.
Згодом команда була змушена відмовитися від концепції кластерного прискорювача. Незмінно невеликі відмінності в тязі між різними частинами кластерного прискорювача JATO призводили б до значної асиметрії тяги, яка перевищувала стабілізуючий ефект плавників, незважаючи на те, що вони були дуже великими. Замість цього проект вибрав більший ракетний прискорювач, який розроблявся підрозділом Operation Bumblebee ВМС США, створивши нову версію, відому як Allegheny JATO T39 2.6DS-51,000. Аналогічний прискорювач ВМС можна побачити на RIM-2 Terrier.

## Виробництво

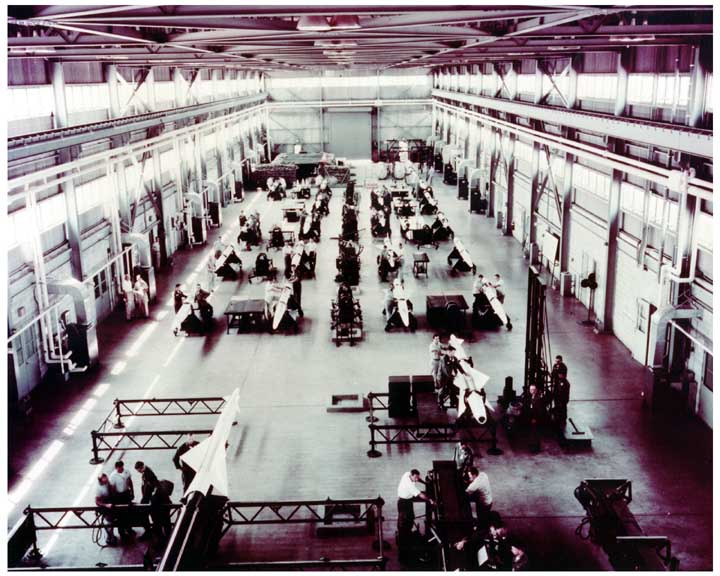
Конвеєр Nike Ajax.

Виробництво було розпочато в серпні 1952 року. До кінця року три повні наземні системи та 1000 ракет були доставлені в Уайт-Сендз. Повну систему було встановлено до січня 1953 року, а підземний стартовий майданчик вперше запустив 5 червня 1953 року. Навчання екіпажу було проведено у форті Блісс, ракети були випущені в бік Уайт-Сендс. Того року почалися поставки послуг, і в кінцевому підсумку загалом було виготовлено 350 пускових систем і 13 714 ракет.  У 1957 році Національна гвардія почала брати на себе роль протиповітряної зброї, замінивши регулярні армійські частини в Блісс.

## Розгортання
Розгортання Nike I відбувалося під керівництвом Армійського протиповітряного командування (ARAACOM). ARAACOM спочатку запропонував серію широких баз навколо міст і великих військових об’єктів. Однак під час планування розгортання навколо Чикаго стало зрозуміло, що озеро Мічиган змусить об’єкти, які захищають підхід зі сходу, розташувати в самому місті. Крім того, різні сценарії показали, що двошарове розміщення ділянок у шаховому порядку забезпечить набагато більший захист, що свідчило про те, що деякі бази повинні бути розташовані ближче до міських центрів.

## Після Ajax

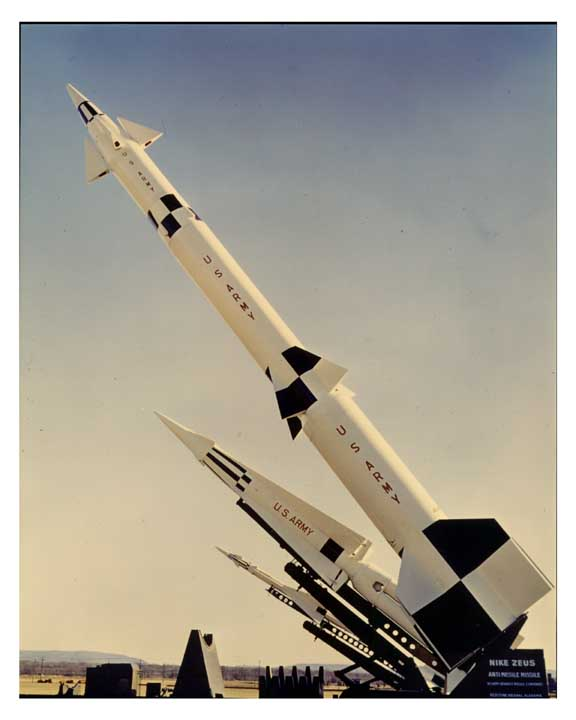
Сімейство ракет Nike із Zeus B попереду Hercules і Ajax.

Ще в квітні 1952 року планувальники висловили занепокоєння щодо здатності «Аякса» виявляти цілі в щільному строю. Радар Nike бачив би кілька найближчих цілей як одну більшу, не в змозі розрізнити окремий літак. Смертоносна дальність боєголовки була меншою за роздільну здатність, тому вона могла не підійти до будь-якого літака настільки близько, щоб пошкодити його. Це призвело до пропозицій оснастити Nike ядерною боєголовкою, яка могла б атакувати все формування одним снарядом. У травні Белла попросили вивчити це, і вони розглянули два варіанти; одна використовує боєголовку WX-9 на існуючій ракеті, яку вони назвали «Nike Ajax», тоді як трохи збільшена ракета з боєголовкою XW-7 була відома як «Nike Hercules». Армія вибрала варіант Hercules і замовила його розробку в грудні 1952 року. У той час ракети були офіційно відомі як Nike I і Nike B. У рамках DA Circular 700-22 Nike I офіційно став Nike Ajax, а Nike B став Nike Hercules.

## Бустери Nike
Оскільки ракети «Аякс» були зняті з експлуатації, тисячі невикористаних ракет-носіїв залишилися від програми, і більше, коли «Геркулес» було знято з експлуатації через багато років. Вони виявилися ідеальними для різноманітних ролей, зокрема як прискорювачі для різних метеорологічних ракет. Ці дизайни часто, але не завжди, включали в назву «Nike». Приклади включають Nike-Cajun, Nike-Apache, Nike-Smoke та багато інших.

## Подальше читання
- «Nike: керована ракетна система армії США», Western Electric
- Континентальна колекція протиповітряної оборони Archived в Центрі військової історії армії США